# کوه مرون
کوه مرون (عبری: הַר מֵירוֹן‎، Har Meron; عربی: جبل الجرمقJabal al-Jarmaq) کوهی در منطقه الجلیل بالا در اسرائیل است. این کوه از اهمیت ویژه ای در سنت مذهبی یهود برخوردار است و بخشهایی از آن به عنوان ذخیره گاه طبیعی اعلام شده‌است.
حدود ساعت ۰۰:۵۰ بامداد ۳۰ آوریل ۲۰۲۱، صدها اسرائیلی در یک مراسم هنگام خروج از کوه زیر پا گذاشته شدند. حدود ۱۰۰.۰۰۰ نفر در این مراسم حضور داشتند. حداقل ۴۵ نفر در این فاجعه جان باختند و صدها نفر زخمی شدند.